# Süßer September
Süßer September ist ein deutscher Fernsehfilm aus dem Jahre 2015.

## Handlung
Bruno und Rebecca lernen sich in einer Bar kennen. Beide sind der Überzeugung, dass sie für die Liebe zwischen Mann und Frau nicht geschaffen sind. Sie entdecken, dass sie einander Seelenverwandte sind und helfen einander in ihren seelischen Nöten. Gemeinsam absolvieren sie ein Wellness-Wochenende, das Rebecca von ihren Freunden geschenkt bekommen hat. Dann kommt Bruno mit seiner Ex Joelle wieder zusammen, die verstirbt, und Rebecca mit ihrem alten Freund Johann, der aber nicht ihre Liebe ist. Rebecca fliegt nach New York. Nach einer Begegnung mit einem Fremden in einer dortigen Bar kehrt sie zurück und stellt Bruno zur Rede. Am Schluss küssen sie sich.

## Kritik
TV Spielfilm meint Daumen nach oben und schreibt „Harry & Sally“-Variante mit tragischen Momenten.
Caroline Peters erhielt für den Film 2016 den Deutscher Schauspielerpreis als beste Schauspielerin in der komödiantischen Rolle.